# Sean FitzSimons
Sean FitzSimons (Hood River, 22 settembre 2000) è uno snowboarder statunitense, specializzato in slopestyle e big air.

## Biografia
Originario di Hood River e attivo in gare FIS dal febbraio 2014, Sean FitzSimons ha debuttato in Coppa del Mondo il 10 dicembre 2017, giungendo 31º nel big air a Copper Mountain. Il 15 gennaio 2022 ha ottenuto in slopestyle, a Laax, il suo primo podio, nonché la sua prima vittoria nel massimo circuito.

## Palmarès

### Coppa del Mondo
- Miglior piazzamento nella Coppa del Mondo generale di freestyle: 15º nel 2020
- 2 podi:
  - 1 vittoria
  - 1 terzo posto

#### Coppa del Mondo - vittorie
| Data            | Luogo | Paese    | Disciplina |
| --------------- | ----- | -------- | ---------- |
| 15 gennaio 2022 | Laax  | Svizzera | SS         |

Legenda:

SS = slopestyle